# Friedhof Diemitz
Der Friedhof Diemitz ist ein evangelischer Friedhof im Stadtteil Diemitz von Halle (Saale).

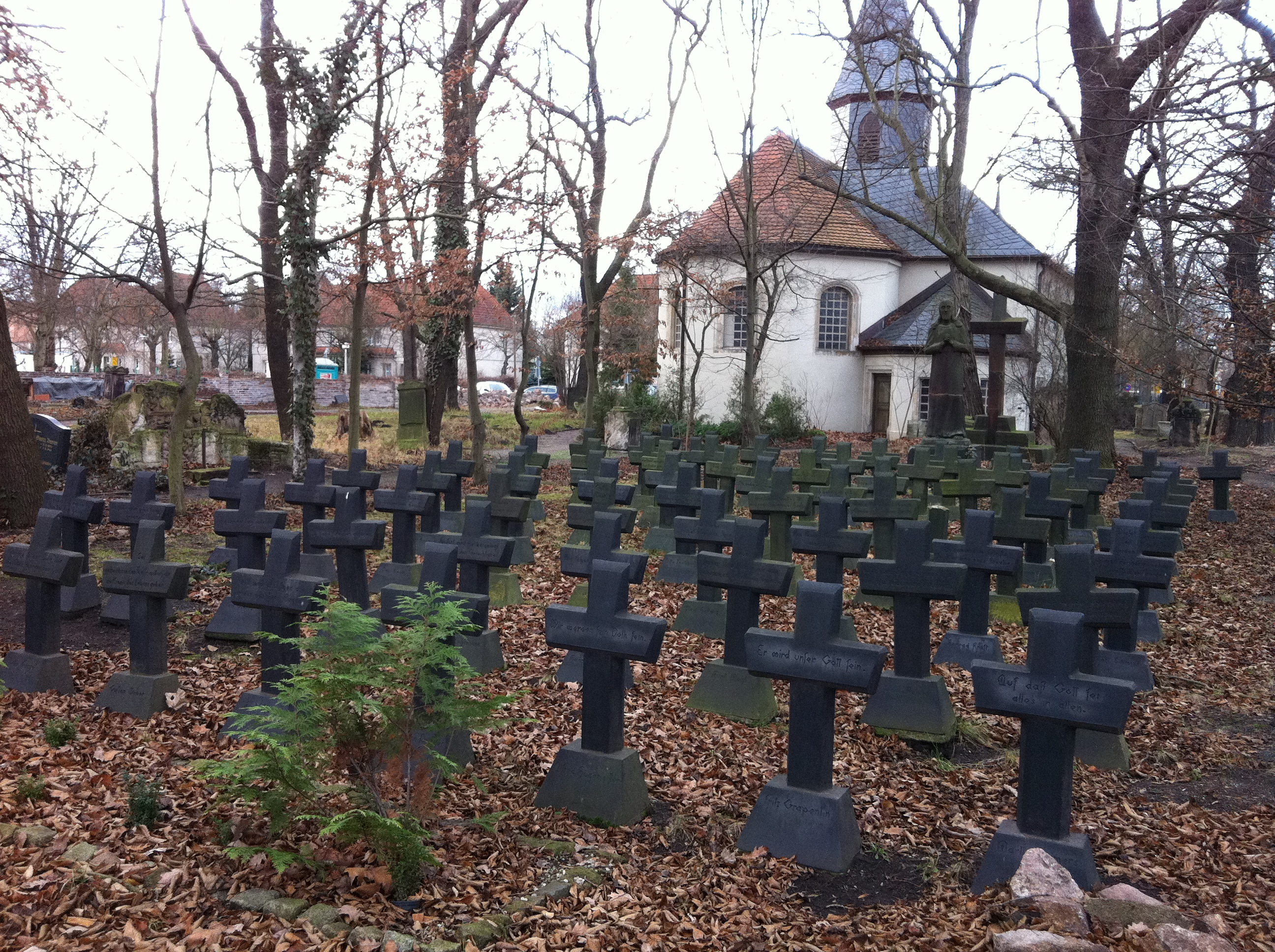
Gedenkstätte

## Beschreibung
Der Friedhof erstreckt sich um die im 17. Jahrhundert gebaute Kirche Johannes der Täufer. 1931 wurde auf dem Friedhofsgelände eine Gedenkstätte für die im Ersten Weltkrieg gefallenen Bewohner des Dorfes errichtet. Sie besteht aus einem Steinkreuz für jeden Gefallenen und einer Christusstatue.
Der Friedhof hat ca. 170 Grabstellen auf eine Fläche von rund 0,4 Hektar.